# Żona astronauty
Żona astronauty – amerykański film z 1999 roku w reżyserii Randa Ravicha. W rolach głównych wystąpili Johnny Depp i Charlize Theron.

## Obsada
- Johnny Depp – komandor Spencer Armacost
- Charlize Theron – Jillian Armacost
- Joe Morton – Sherman Reese, przedstawiciel NASA
- Clea DuVall – Nan
- Donna Murphy – Natalie Streck
- Nick Cassavetes – kapitan Alex Streck
- Samantha Eggar – dr Patraba
- Gary Grubbs – szef NASA
- Blair Brown – Shelly McLaren
- Tom Noonan – Jackson McLaren
- Tom O’Brien – Allen Dodge